# Arachnoidella ophidiomorpha
Arachnoidella ophidiomorpha är en mossdjursart som först beskrevs av Jean-Loup d'Hondt och Shunsuke F. Mawatari 1987.  Arachnoidella ophidiomorpha ingår i släktet Arachnoidella och familjen Arachnidiidae. Inga underarter finns listade i Catalogue of Life.